# کینگ دی‌دی‌دی
کینگ دی‌دی‌دی (به انگلیسی: King Dedede) یک شخصیت داستانی در مجوعه بازی‌های ویدئویی کربی نینتندو است که توسط ماساهیرو ساکورای خلق شده و توسط استودیو هالکن توسعه یافته‌است. کینگ ددد نخستین بار در بازی ویدئویی سرزمین رؤیایی کربی به عنوان ضدقهرمان اصلی ظاهر شد و به جز بازی‌های کربی و آینه شگفت‌انگیز (۲۰۰۴) و کربی و نفرین رنگین‌کمان (۲۰۱۵) در همه سری بازی‌های کربی حضور دارد. همچنین او در چندین کتاب کمیک کربی، مجموعه انیمه Kirby: Right Back at Ya! و سری بازی‌های ویدئویی برادران سوپر اسمش. (مخصوصاً برادران سوپر اسمش. نزاع و تمام بازی‌های بعدی) ظاهر شده‌است.
کینگ دی‌دی‌دی دشمن دیرینه و متحد کربی است که به عنوان «دشمن دوست نما» او توصیف شده‌است. اگرچه کینگ دی‌دی‌دی اغلب با کربی می‌جنگد و نقش یک شخصیت بدذات و شرور را بازی می‌کند اما شخصیت اخلاقی او توسط منتقدان بازی ویدئویی مورد بحث قرار گرفته‌است. او بیشتر حریص و خودخواه است تا یک بدخواه واضح و با کمال میل با کِربی برای مبارزه با تهدیدهای بزرگتر همکاری می‌کند (مانند بازی کربی ۶۴: خرده‌های کریستالی), و گاهی می‌توان او را آرام دید (مانند مینی گیم‌های کربی که کینگ دی‌دی‌دیبه عنوان یک شخصیت قابل بازی نشان داده شده‌است). علاوه بر این، در برخی از نقش‌های او، یا بر خلاف میل خود کنترل می‌شود (مانند بازی سرزمین رؤیایی کربی ۲ و ۳) یا مشخص می‌شود که انگیزه‌های قهرمانانه غیرمنتظره ای دارد مانند شکستن ستاره میله ای برای محافظت از مردم سرزمین رؤیایی.